# SL Benfica (vrouwenvoetbal)
Sport Lisboa e Benfica is een vrouwenvoetbalclub in Portugal, die in december 2017 werd opgericht.

## Geschiedenis
Het team speelt in de Campeonato Nacional Feminino, het hoogste niveau van de vrouwencompetitie. In vier opeenvolgende seizoenen, tussen 2020 en 2024, werd de club nationaal kampioen. Hierdoor kreeg de club al die jaren een ticket voor de Champions League. In 2021 werd FC Twente verslagen waardoor de club mocht deelnemen aan de groepsfase. Hier strandde de club op een derde plaats. Een jaar later versloeg de club in de voorrondes wederom FC Twente, in de laatste voorronde voor de groepsfase werd ook het Schotse Rangers LFC verslagen. In de groepsfase werd SL Benfica wederom derde. In het seizoen van 2023/24 stootte de club door naar de knock-outfase, waar over twee wedstrijden met 2-6 werd verloren van verliezend finalist Olympique Lyonnais.

## Lijst met trainers
| Trainer      | van              | tot              |
| ------------ | ---------------- | ---------------- |
| João Marques | 8 maart 2018     | 25 juni 2019     |
| Luís Andrade | 25 juni 2019     | 26 december 2020 |
| Filipa Patão | 26 december 2020 | heden            |

## Bekende (oud-)speelsters
- Jolina Amani (2020-2021)